# Stictoptera patagialis
Stictoptera patagialis är en fjärilsart som beskrevs av Embrik Strand 1917. Stictoptera patagialis ingår i släktet Stictoptera och familjen nattflyn. Inga underarter finns listade i Catalogue of Life.